# Julius August Lencer

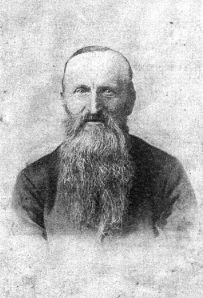
Julius August Lencer

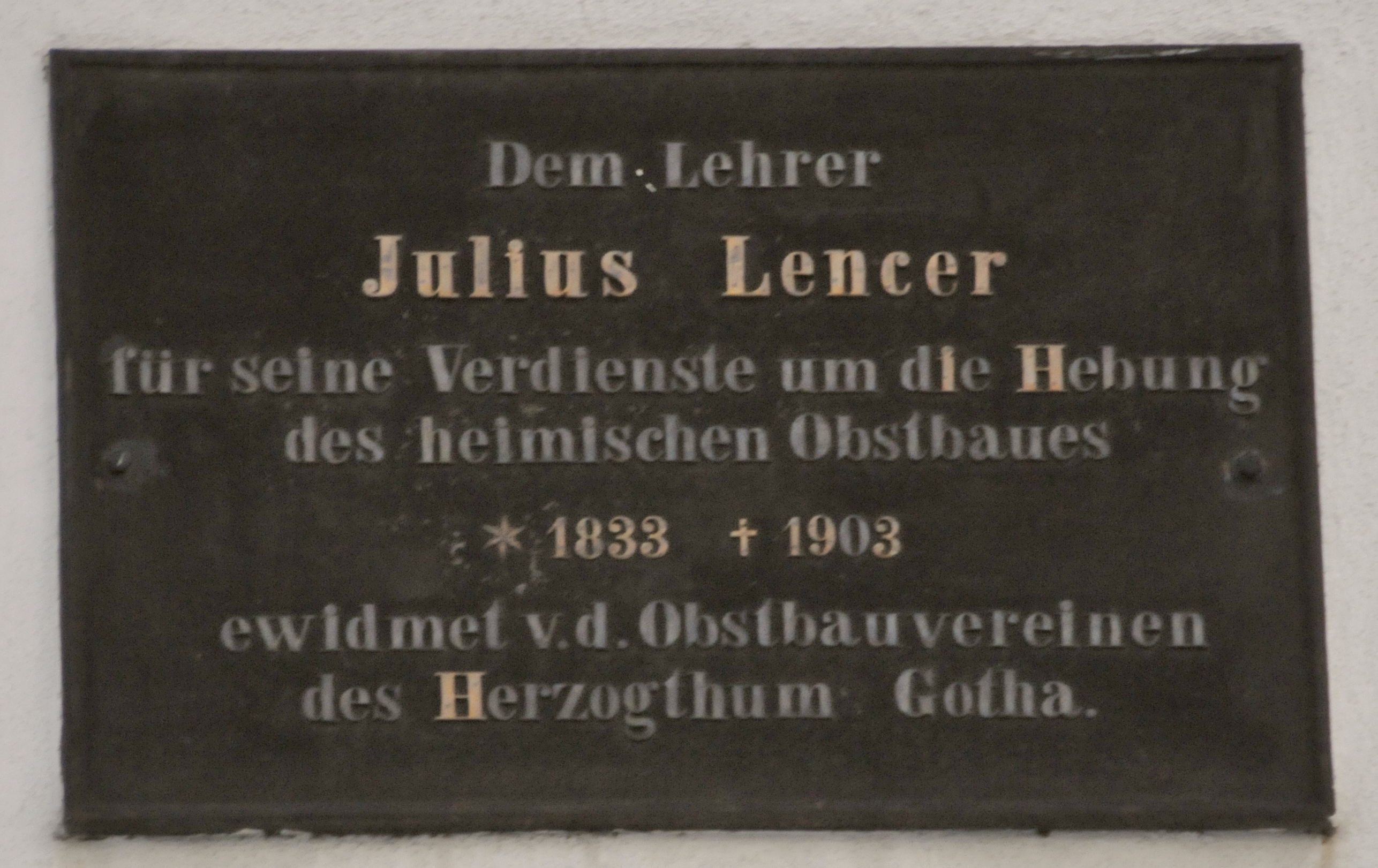
Gedenktafel am alten Schulgebäude

Julius August Lencer (* 25. August 1833 in Hastrungsfeld; † 10. Mai 1903 in Bittstädt) war ein deutscher Komponist, Lehrer und Botaniker (Pomologe).

## Kindheit und Jugend
Als Sohn des Schullehrers Georg Wilhelm Lencer wurde Lencer in Hastrungsfeld geboren, wuchs jedoch, bedingt durch den frühen Tod seiner Mutter im Jahre 1835 bei seinen Großtanten in Gotha auf. 1841 heiratete sein Vater erneut. Auch diese Ehe währte nur kurz: Wenige Monate nach der Geburt des zweiten Kindes, eines Sohnes, stirbt die Mutter im Oktober 1845 an Auszehrungsfieber. 1846 verlässt Lencer die Schule. Von 1851 bis 1857 besuchte er in Gotha das Lehrerseminar. Sein Vater starb 1855.

## Ehe und beruflicher Werdegang
Nach der Militärdienstzeit und einer ersten Stelle als Schullehrer in Teutleben (1857) lernte er die Gothaer Bäckerstochter Auguste Tecla Gräfenhahn kennen, mit der er am 2. Februar 1858 die Ehe schließt. Bereits vier Monate später kommt Tochter Anna Louis Antonie zur Welt. Im gleichen Jahr kam er im Alter von 25 Jahren als provisorischer Lehrer nach Bittstädt. 1859 wurde er zum Kriegsdienst eingezogen und musste Frau und Kind verlassen. In der Zeit seiner Abwesenheit wurde die Lehrerstelle nicht besetzt, die Schulkinder hatten frei. Nach 10 Wochen kam er zurück. Am 8. Juni 1860 erfährt Lencer die endgültige Anstellung und die damit verbundene höhere Besoldung. 
1860 übernahm er die Leitung des Kirchenchors („Singchor“). Die von ihm im Auftrag des Pfarrers Bonsack für den Kirchenchor 1861 entworfene Chorordnung wurde am 24. Februar 1862 vom Kirchen- und Schulamt Gotha bestätigt. Das war die Geburtsstunde des Vereins Bittstädter Liedertafel. Neben seiner Chorleitertätigkeit betätigte er sich als Komponist. Von seinen Kompositionen sind heute noch drei Partituren (Kantaten für Chor und Orgel) erhalten geblieben. Sein Hauptbetätigungsfeld bestand auf dem Gebiet der Botanik. Mitte des 19. Jahrhunderts wurde an den Schulen schrittweise die Obstbaumzucht und -pflege als Schulfach eingeführt. Bittstädt verfügte als einziger Ort des Herzogtums Gotha 1874 über eine private Baumschule, die des Lehrers Lencer. Um auch andere Lehrer davon zu überzeugen, dass das Wissen um den Obstanbau schon in der Schule zu vermitteln ist, schrieb er ein 38-seitiges Büchlein über den Obstbau und ließ es durch das Herzogliche Staatsministerium drucken und an alle Schulen des Herzogtums verteilen. Zum Obstanbau seiner Heimat veröffentlichte er 14 fachwissenschaftliche Arbeiten, unter anderem über Kernobst-Wildlinge, die Sauerkirsche Königin Hortensie und die Apfelsorten Henzens Goldpepping und den Wilkenburger Währapfel.
Anfang der 1870er Jahre wird Lencer ordentliches Mitglied des Deutschen Pomologenverbandes, muss aber ob seiner Mittellosigkeit jedes Mal in Gotha um einen Reisekostenvorschuss bitten, um an Ausstellungen und Versammlungen teilnehmen zu können. Auch war er mit seinem Kollegen und Verbandsmitglied Eduard Lucas, an dessen Schule sein Sohn Max 1884/85 studieren sollte, beteiligt an der Vorbereitung der ersten Internationalen Land- und Gartenbauausstellung in Erfurt, die vom 9. bis 17. September 1875 stattfand. Sein Ansehen bei den Verbandskollegen spiegelt sich auch in der Übernahme der Reisekosten für eine Fahrt zur Generalversammlung 1880 nach Würzburg. Als nach dem Rücktritt Lucas’ vom Amt des Vereinsvorsitzenden die Vereinsstatuten neu gefasst werden sollten, wurde Lencer 1877 in die Statutenkommission berufen.
Sehr aktiv war Lencer auch im Arnstädter Gartenbauverein „Flora“, dem er seit seiner Gründung 1877 angehörte. Seine Mitgliedschaft sowie seine Vortragstätigkeit endete 1892 mit dem Fortschritt seines Kehlkopfleidens. 1896 wurde er in den Ruhestand versetzt. Sein Nachfolger wurde Lehrer Herrmann Porstmann aus Dresden, der, wie damals üblich, auch Chorleiter war.

## Familie

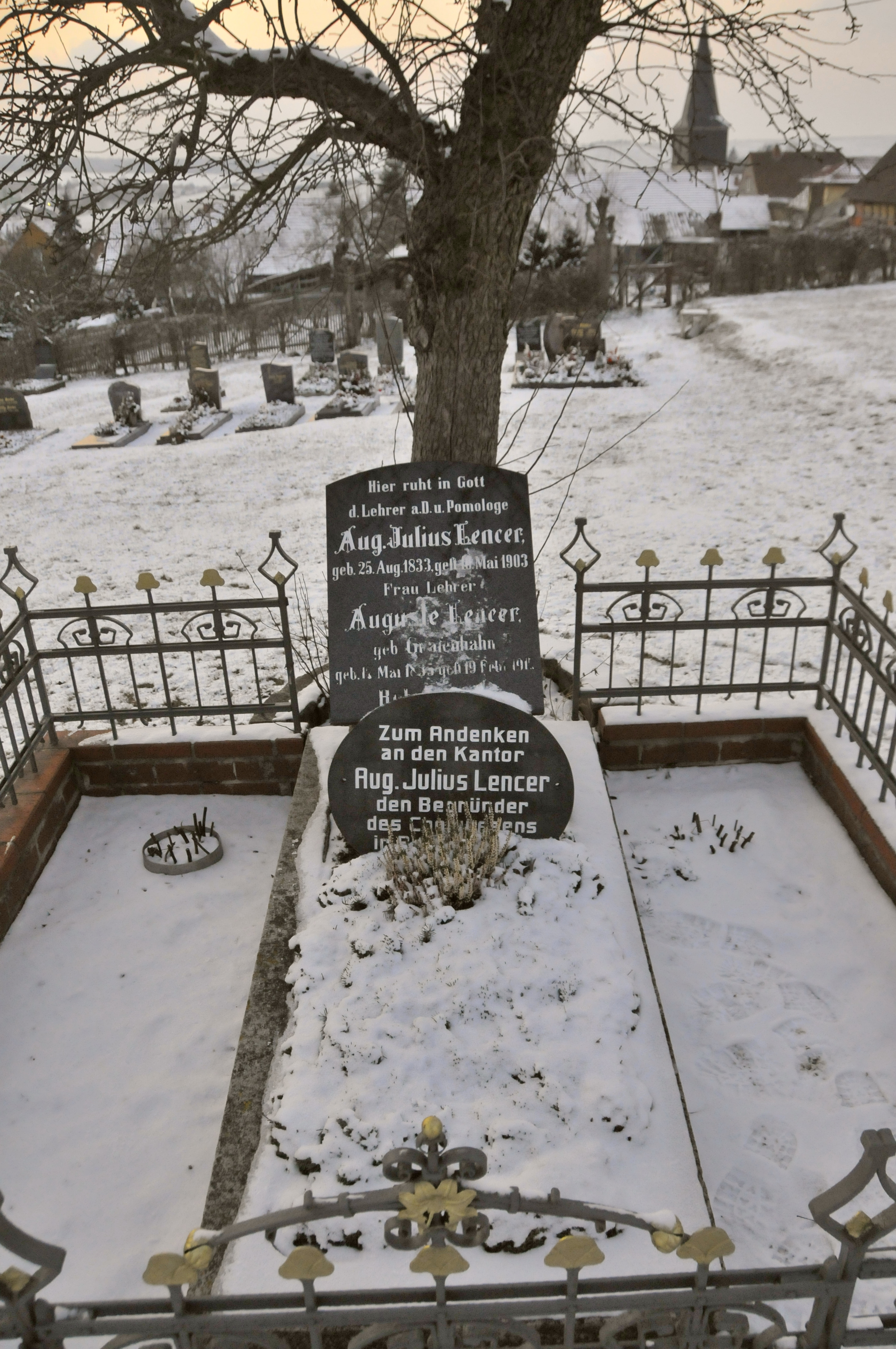
Grabstätte des Ehepaars Lencer in Bittstädt

Lencer hatte mit Auguste Tecla Gräfenhahn neun Kinder:
- 14. Juni 1858: Anna Louise Antoine
- 14. April 1860: Anna Selma Bertha Luise Therese Eugenie
- 11. Mai 1862: Minna Amalie Ottilie
- 25. Februar 1864: Ida Emilie Antonie Alma
- 23. März 1866: Reinhold Julius Herrmann
- 29. Januar 1868: Therese Amalie Hermine
- 8. November 1869: Oskar Richard
- 21. November 1872: Max Robert
- 18. Januar 1875: Friedrich Rudolph Arthur

Im Oktober 1895 erkrankte Lencer an einem Kehlkopfleiden, von dem er sich nicht mehr erholte. Am 10. Mai 1903 ereilte ihn ein Schlaganfall. Lencer starb und wurde in Bittstädt beerdigt. Zu seinem Gedenken wurde 1908 am alten Schulhaus eine Tafel enthüllt.
 Die Bittstädter haben eine Straße nach ihm benannt.
Am 19. Februar 1917, knapp 14 Jahre nach ihrem Ehemann, starb Auguste Lencer. Ihre Töchter Luise und Minna, die unverheiratet blieben, wohnten bis 1929 bzw. 1934 im Elternhaus Arnstädter Straße 97. Sohn Herrmann wurde Schlosser in Gotha, Max wurde nach einer Ausbildung in Reutlingen Pomologe und übernahm die Gemeindebaumschule.

## Werke
- Der Obstbau als Unterrichtsgegenstand in der Volksschule: für d. Schulen des Herzogthums Gotha, 1875, Verlag Thienemann